# Judith Lindenau
Judith Aquilina Maria Lindenau, född 11 december 1869 i Stockholm, död 26 april 1929 i Göteborg, var en svensk operettsångerska (sopran).
Judith Lindenau var dotter till fabrikören Viktor Ferdinand Lindenau. Hon började sin teaterbana i balettskolan vid Kungliga Teatern, där hon 1889 debuterade som Fenella i Den stumma från Portici. Hon hade senare framgångar som Oberon i En midsommarnattsdröm och Agnat i Johan Ludvig Heibergs Älvjungfrun. Efter att ha varit knuten till Ranft-Hjertstedt-turnén 1895–1896, där hon bland annat spelade titelrollen i Śudrakas Vasantasena, övergick hon till sångscenen. Hon var först 1899–1900 engagerad hos Hjalmar Selander, där hon hade framgångar i titelrollen i Friedrich von Flotows Martha, och sedan i många år hos Albert Ranft. Lindenau var främst verksam vid Ranfts på sin tid mycket populära och välrenommerade operettsällskap i landsorten och utförde där alla de stora operettrollerna under första decenniet av 1900-talet, såsom Hanna Glawari i Den glada änkan, Fiorella i Frihetsbröderna, Alice Couder i Dollarprinssesan, Angèle Didier i Greven av Luxemburg samt titelpartierna i Eva och Hertiginnan av Danzig. De sista åren av sitt liv innehade hon en dans- och plastikskola i Malmö.
Från 1900 var hon gift med kammarskrivaren och operasångaren Axel Nylander.